# Lugeck

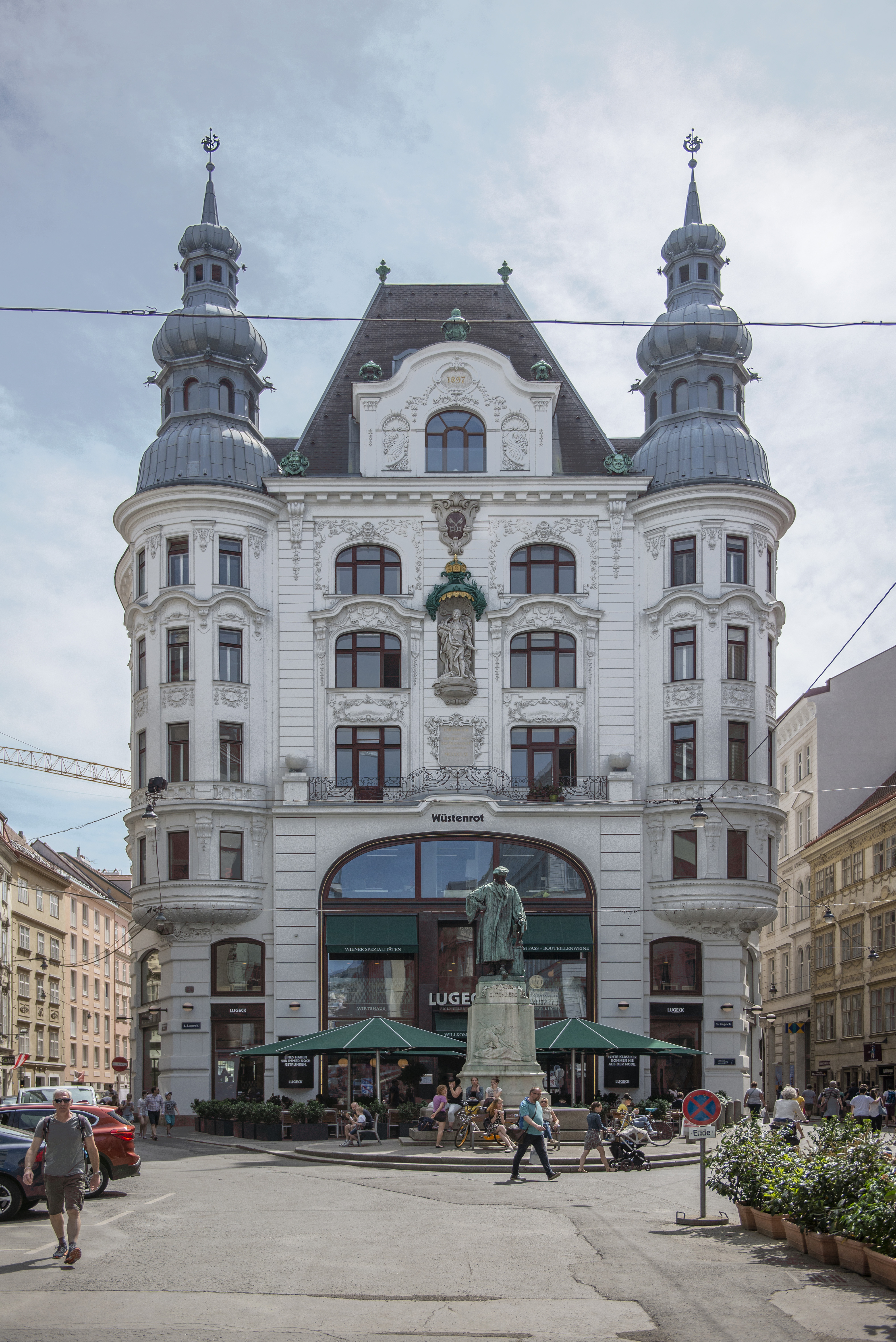
Der Regensburger Hof am Lugeck

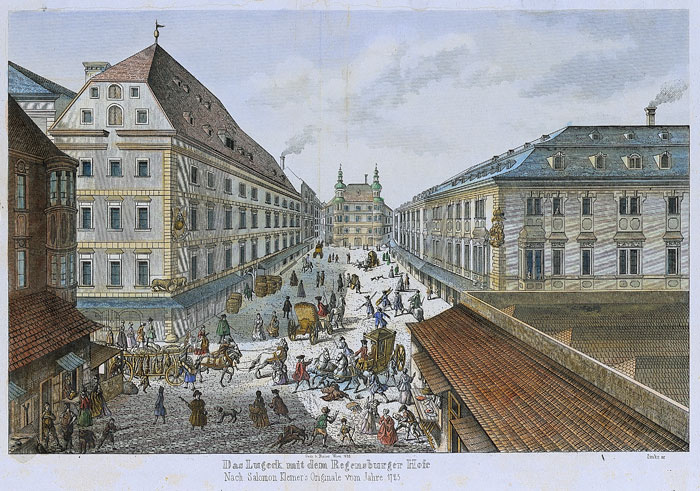
Blick aufs Lugeck mit dem Regensburger Hof aus der Richtung Hoher Markt (Salomon Kleiner, 1723)

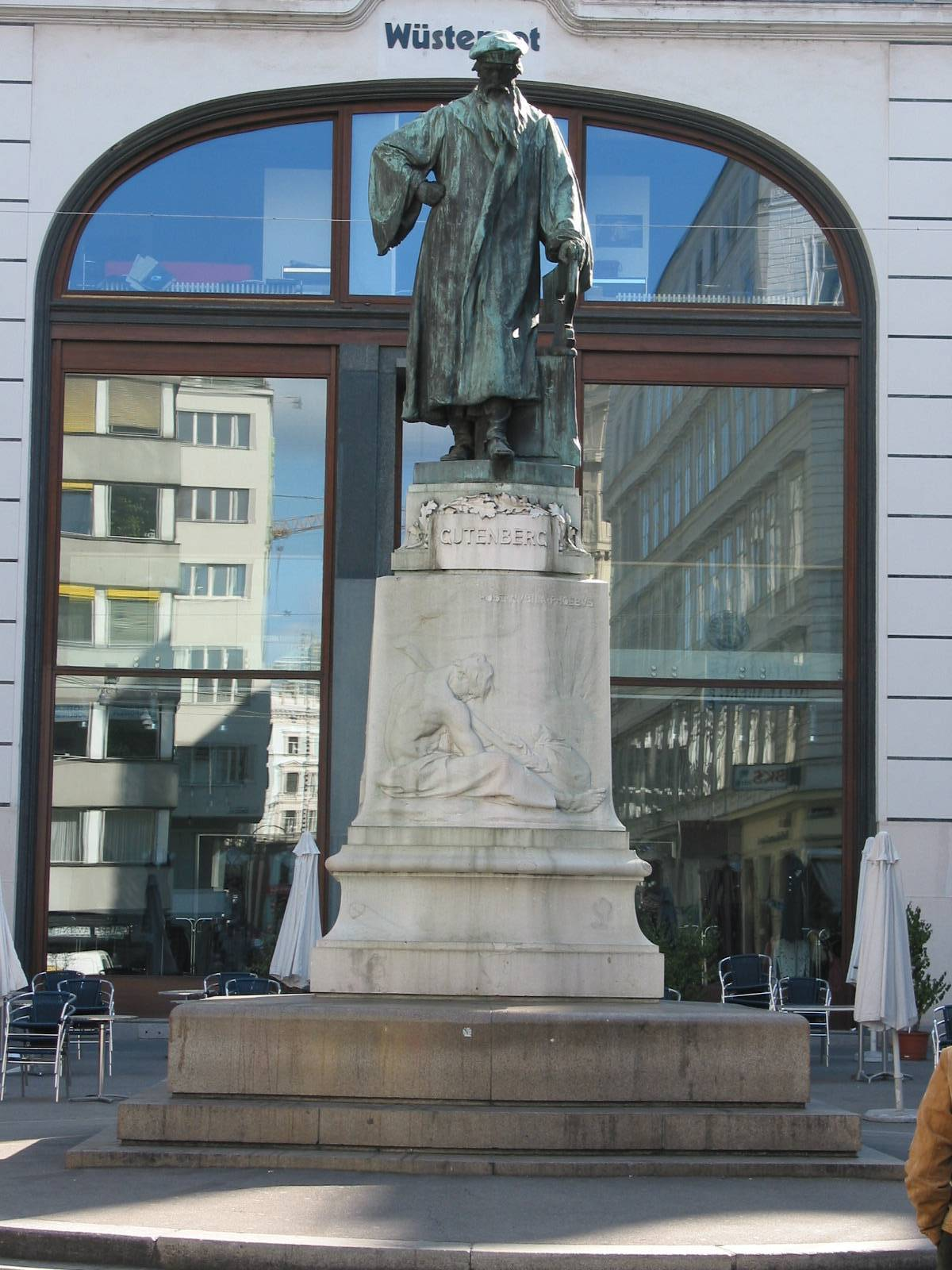
Gutenberg-Denkmal

Das Lugeck ist ein kleiner Platz im 1. Wiener Gemeindebezirk Innere Stadt. Er wird, im Uhrzeigersinn, von der Rotenturmstraße, Köllnerhofgasse, Sonnenfelsgasse und Bäckerstraße erschlossen. Die Sichtachse zum Hohen Markt ist durch den Lichtensteg gegeben.

## Geschichte
Das Lugeck ist ein Abschnitt des knapp nördlich der ehemaligen Via principalis dextra des Römerlagers Vindobona gelegenen alten Straßenzugs Wipplingerstraße – Hoher Markt – Landstraße und wurde im Jahr 1257 als Luogeckhe erwähnt, was auf einen Auslug (eine Stelle, von der aus man auslugen, also Ausschau halten konnte) von einem Eckturm deuten soll. 1435 war der Platz als Am Luegegk bei den Fleischbänken und bereits ab 1504 als Lugeck bekannt. Schon im Hochmittelalter war der Platz ein Zentrum des Wiener Handels. Der Regensburger Hof, Herberge und Stapelplatz der Regensburger Kaufleute, war über Jahrhunderte auch ein Ort repräsentativer Feste, unter anderem traf hier Kaiser Friedrich III. den Ungarnkönig Matthias Corvinus. Unmittelbar benachbart lag der weitläufige Kölner Hof, der Sammelplatz der niederdeutschen Handelsleute. Über das lebhafte multinationale Treiben am Lugeck um die Mitte des 16. Jahrhunderts berichtet Wolfgang Schmeltzl in seinem „Lobspruch auf die Stadt Wien in Österreich“:
Ans Lugeck kam ich von ungefähr,
Da gingen Kaufleut' hin und her,
In fremder Kleidung bunterlei,
Und sprachen fremde Sprachen dabei,
Ich dacht', ich wär' nach Babel kommen,
Wo Sprachenwirrniß Anfang genommen,
Und hört' ein seltsam Geträtsch, Geschrei,
Auch schöne Sprachen mancherlei.
Hebräisch, Griechisch und Lateinisch,
Deutsch, Französisch, Türkisch, Spanisch,
Böhmisch, Windisch, Italienisch,
Ungarisch, gut Niederländisch,
Natürlich Syrisch, Croatisch,
Serbisch, Polnisch und Chaldäisch.
Des Volk's war da die große Menge...
Im Zuge des gründerzeitlichen Stadtumbaus wurde der Platz 1896/97 erweitert, der Regensburger Hof (Lugeck Nr. 4) allerdings durch ein zwar zurückgerücktes aber wesentlich voluminöseres Imitat ersetzt. Auch Haus Nr. 1 wurde durch einen Gründerzeitbau ersetzt. Dieser brannte zu Kriegsende 1945 infolge von Plünderungen aus und wurde nach Jahrzehnten durch einen nüchternen Neubau ersetzt. 
In der Platzmitte befand sich einst das sagenumwobene Marcus-Curtius-Loch, ein kreisrunde Eintiefung ungeklärter Funktion, die der Legende nach auf den Guss der ersten Pummerin zurückgeht.  Seit 1900 steht hier das Denkmal für Johannes Gutenberg von Hans Bitterlich (auf einem Sockel von Max Fabiani). Der Platz wird von der Wollzeile her auch durch ein charakteristisches Alt-Wiener Durchhaus erschlossen (Lugeck Nr. 5 / Wollzeile Nr. 5 Bürgerhaus „Zum schmeckenden Wurm“).
Das Haus Lugeck Nr. 7 wurde 1846 nach Entwürfen von Leopold Mayr für Georg Simon von Sina errichtet. An dieser Stelle befand sich bereits im 14. Jahrhundert ein Patrizierhof, der Ende des 16. Jahrhunderts im Besitz von Georg Federl war und deshalb in der Folge als Großer Federlhof bezeichnet wurde. Der wahrzeichenhafte Bau mit auffälligem Turm erstreckte sich vom Beginn der Bäckerstraße bis zur Rotenturmstraße und diente unter anderem 1713 Gottfried Wilhelm Leibniz als Wohnstätte. An der Spitze des sechsstöckigen Turms befand sich eine Sternwarte. 1860 starb im Haus Lugeck 7 Carl von Ghega, woran heute eine Gedenktafel erinnert.